# Shue Ming-fa
Shue Ming-fa (chinesisch 許明發, * 2. November 1950) ist ein ehemaliger taiwanischer Radrennfahrer.

## Sportliche Laufbahn
Shue Ming-fa war Straßenradsportler und im Bahnradsport aktiv. Er war Teilnehmer der Olympischen Sommerspiele 1972 in München. Das olympische Straßenrennen beendete er nicht. Er war der einzige Starter seines Landes im Straßenrennen. Im Sprint schied er im Vorlauf gegen Serhij Krawzow aus. Im 1000-Meter-Zeitfahren wurde er beim Sieg von Niels Fredborg 27. des Wettbewerbs. Über sein weiteres Leben und seine sportlichen Erfolge ist nichts bekannt.